# Sort
Sort
 For alternative betydninger, se Sort (flertydig). (Se også artikler, som begynder med Sort)
Sort er den akromatiske farve / lysintensitet, som hjernen registrerer, når den betragtede genstand ikke sender lys ind i øjet. Sort er altså "fravær af lys" og regnes ikke som en egentlig farve.
Det er meget vanskeligt at fremstille pigmenter, som har den egenskab at opsuge alt lys. Ofte har man brugt kønrøg til sortfarvning (det er kulstof i form af sod). Hvid, der reflekterer alt lys, er sorts modsætning. I sin reneste form har sort ingen nuancer. Dog taler man i almindelig tale om at sort har nuancer.

## Symbolik
Sort symboliserer det absolutte ur-kaos. Sort står for natten, skræk, ulykke, tilintetgørelse, død, mismod, tungsind og alvor. Siden Alexander den Stores død 323 f.Kr. har sort været sorgens farve i Vesten.
I kristendommen er sort udtryk for andagt, syndsbevidsthed, anger, bod, forsagelse, men også et løfte om kommende opstandelse. Fornægtelsen af den jordiske forfængelighed (præstens sorte kjole). Djævelen afbildes i sort. Sorte messer som symbol på forhånelse af Gud. Judas Iskariot afbildes i nogle kirker med sort glorie.
Guder knyttet til dødsriget havde sort som symbolfarve (Hekate, Ceres, Pluto). Den hinduistiske gudinde Kali er sort, hvor farven nærmere forbindes med frugtbarhed. Romaernes (sigøjnernes) skytshelgeninde Sarah er en mørk kvindeskikkelse.
Sort klædedragt kan symbolisere fromhed, sædelighed, alvor. Borgerlighed og borgerskab (sort smoking, jakkesæt, kjole og hvidt). 
I Kina associeres sort med elementet vand og retningen nord, og det kvindelige princip yin. Den kinesiske kejser Shi Huang-ti valgte sort som symbolfarve, ærens og dødens farve, fordi 'vand slukker ild'. Grækerne mente, at den sorte galde havde forbindelse med melankolien. Ved det spanske hof var det tidligere farven for alvorlig værdighed.
I alkymien er sort (nigredo) urmateriens forvandling til de vises sten.
Ordet bruges mange steder i sproget: sort uheld, ser sort ud, sort humør, sort samvittighed. Familiens sorte får, på den sorte liste, sort magi. Sort kat betyder ulykke.
Dybdepsykologisk symboliserer farven ubevidsthed, hensynken i mørke og sorg. Moderkompleks, frugtbarhed, hemmelighed. 
I auraen er sort jeg'ets farve, egoet, selviskhed. I form af pæne linjer i auraen tydes det positivt som gavnligt.
Stjernetegnet stenbukkens farve er sort. Sort er farven for planeterne Saturn, Uranus og Mars og himmellegemet Pluto.